# Anti-Maidan

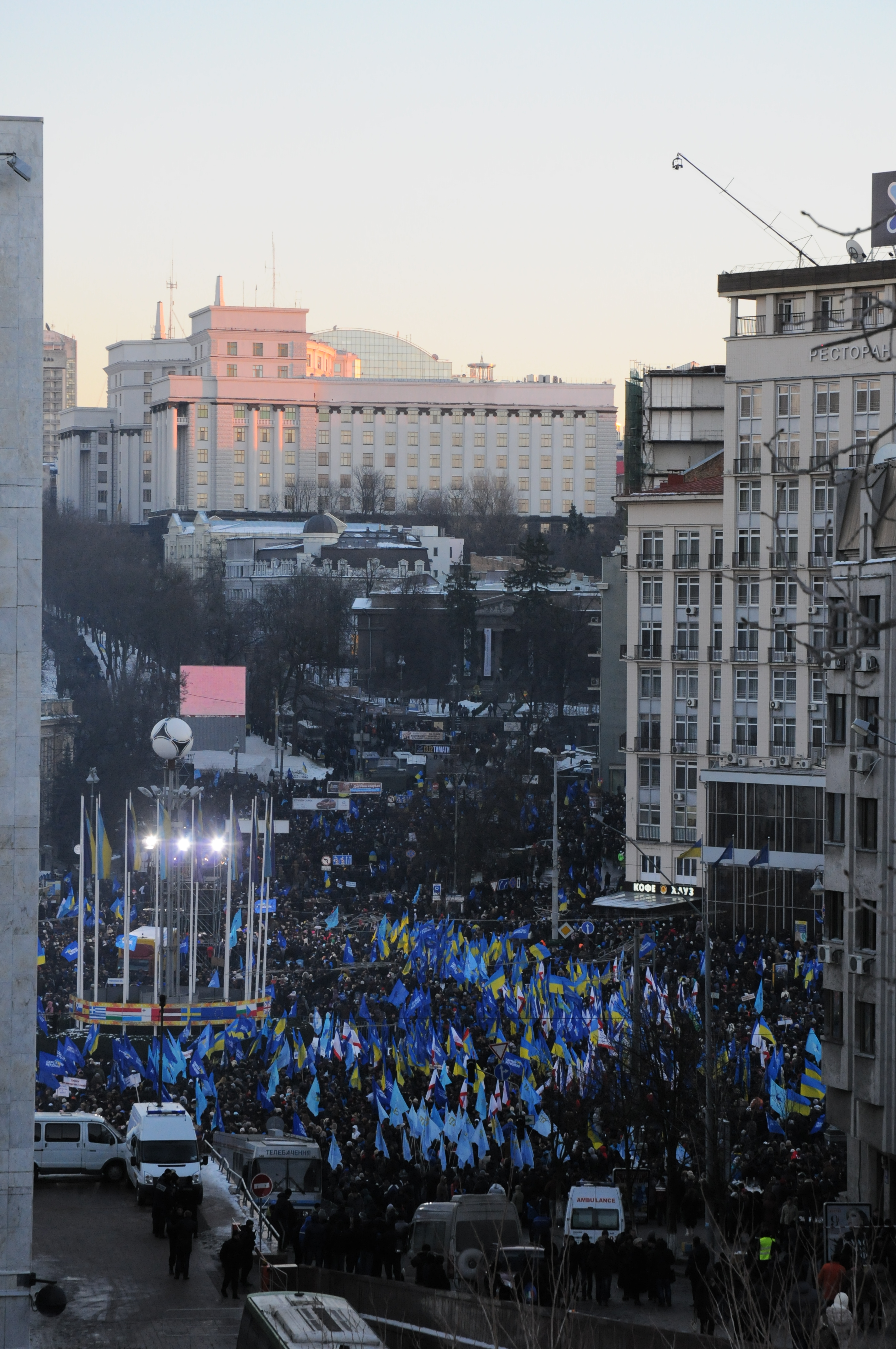
Anti-Maidan in Kiew am 14. Dezember 2013

Als Anti-Maidan (ukrainisch Антимайда́н; russisch Антимайдан) wird eine Reihe von Demonstrationen in der Ukraine bezeichnet, die sich zuerst gegen den Euromaidan und später die neue ukrainische Regierung richteten. Die anfänglichen Teilnehmer sprachen sich vor allem für eine Unterstützung des Kabinett Asarow II und Präsidenten Wiktor Janukowytsch aus. Nach der Absetzung von Janukowytsch teilte sich der Anti-Maidan in verschiedene weitere Gruppen auf, die sich teilweise überschnitten. Diese reichten von Menschen, die gegen soziale Missstände protestierten, über Anhänger einer Föderalisierung der Ukraine bis hin zu prorussischen Separatisten und Nationalisten.

## Geschichte

### Während des Euromaidans
Die Aktionen geschahen ab 2013 als Reaktion auf die großen Proteste auf dem Majdan Nesaleschnosti in Kiew. Am 25. November 2013 fand dort eine Gegendemonstration von etwa 10.000 Regierungsunterstützern statt. Laut The Interpreter Mag vom Institute of Modern Russia (einer Denkfabrik von Pawel Chodorkowski, Sohn von Michail Chodorkowski) zahlte die Partei der Regionen an diesem Tag jedem Gegendemonstranten je 100 Hrywnja für dessen Anwesenheit. Am selben Tag fand auch in Sewastopol auf der Krim ein Anti-Maidan statt. Dieser wurde von der Kommunistischen Partei der Ukraine (KPU) und der Partei Russischer Block auf dem Nachimow-Platz organisiert. Die Initiatoren plädierten für einen Beitritt der Ukraine zur Eurasischen Wirtschaftsunion.
Am 27. November 2013 veranstalteten Anhänger der KPU und des Russischen Blocks eine Kundgebung in Mykolajiw. Diese fand in Nähe einer Euromaidan-Demonstration statt und wurde von der Organisatorin derselben als Provokation und bezahlte Aktion bezeichnet.
Am 29. November 2013 fand in Kiew eine weitere Gegendemonstration zur Unterstützung von Präsident Janukowytsch statt. Teilnehmer aus der Ostukraine fuhren in etwa 100 Bussen zur Kundgebung.
Am 30. November 2013 wurde in Charkiw eine Kundgebung zur Unterstützung von Wiktor Janukowytsch abgehalten. Die Veranstalter sprachen von 70.000 Teilnehmern, welche sowohl mit Ukraine- als auch mit EU-Fahnen auftraten. BBC Ukraine sprach von 40.000 Teilnehmern. Es wurden Plakate mit Aufschriften wie EU - ja, Stellenabbau nein! gezeigt. Laut Interfax-Ukraine sagten viele Demonstranten in persönlichen Gesprächen aus, dass sie nicht freiwillig protestieren würden. Stattdessen würden sie dies unter anderem aus Angst davor tun, ihre Arbeit zu verlieren.
Am 2. Dezember 2013 wandte sich der Stadtrat von Sewastopol an Präsident Janukowytsch. Man bat um eine Umorientierung der Außenpolitik der Ukraine zu Gunsten Russlands und der Eurasischen Wirtschaftsunion. Dies geschah auf Initiative des der Anti-Maidan Bewegung zugehörigen Russischen Blocks.
Am 3. Dezember 2013 wurde in Kiew ein Zeltlager von Unterstützern der Regierung und der Partei der Regionen aufgebaut. Dieses befand sich im Mariinskij Park vor dem Gebäude der Werchowna Rada. Am selben Tag veranstalteten in Donezk etwa 200 Kommunisten eine Kundgebung vor einer Statue von Wladimir Lenin. Sie forderten ein nationales Referendum zum Assoziierungsabkommen zwischen der Europäischen Union und der Ukraine und skandierten Die Vereinigung von Ukraine, Russlands und Belarus ist unvermeidlich. Ebenso am 3. Dezember forderte der Russische Block den Rücktritt des Ministers für Bildung und Wissenschaft, Dmytro Tabatschnyk. Die Partei begründete das damit, dass dieser zugelassen hätte, dass eine riesige Anzahl Studenten an den nationalistischen Protesten auf dem Maidan teilnahm.
Am 4. Dezember 2013 demonstrierten in Donezk 15.000 Menschen für den damaligen Präsidenten, von denen viele mit Bussen anreisten. Die Partei der Regionen widersprach Gerüchten, dass die Demonstranten unfreiwillig an der Kundgebung teilnehmen würden.
Am 8. Dezember 2013 wurde auf dem Zeltlager im Mariinskij Park in Kiew eine Kundgebung unter dem Motto Lasst uns ein Europa in der Ukraine bauen abgehalten. Die Sprecher bekräftigten ihre Unterstützung für den Präsidenten und sprachen sich für eine friedliche Beilegung der Situation in der Ukraine aus. Oppositionssprecher wurden dafür verurteilt, die Ukraine spalten zu wollen. Der Pressedienst der Partei der Regionen sprach von circa 15.000 Teilnehmern, die örtliche Polizei von etwa 3.000. Am selben Tag führte in Sewastopol die Organisation Russische Gemeinschaft von Sewastopol eine Kundgebung zur Unterstützung der Spezialeinheit Berkut durch, welche für gewaltsame Einsätze im Rahmen des Euromaidans verantwortlich gemacht wurde.
Am 13. Dezember 2013 berichtete die private Nachrichtenagentur UNIAN, dass ein Zug mit etwa 500 Anhängern des Präsidenten aus Donezk nach Kiew fahren würde. Zudem hätte die Partei der Regionen in Dnipropetrowsk 10.000 Menschen organisiert, die an einem Anti-Maidan auf dem Mariinskij Park in Kiew teilnehmen würden.
Am 14. Dezember 2013 trafen sich laut TheInsider.ua die Vorsitzenden der russophilen Parteien Russischer Block und Russische Einheit mit dem russischen Generalkonsul auf der Krim. Dort hätten die Parteispitzen erklärt, dass sie einen Anti-Maidan mit dem Ziel eines nationalen Referendums zur Unabhängigkeit der Krim vorbereiten würden. Am selben Tag fand in Kiew eine groß angelegte Kundgebung zur Unterstützung des Präsidenten statt. Dort traten neben anderen Führungspersonen der Partei der Regionen der Fraktionsvorsitzende Alexander Efremow sowie Ministerpräsident Mykola Asarow auf. Dieser sprach unter anderem von der Notwendigkeit der Vereinigung der Kräfte aller Ukrainer und des ganzes Landes, um aus Gründen der nationalen Interessen als Einheitsfront in den Verhandlung mit Russland und der Europäischen Union aufzutreten. Laut der örtlichen Polizei nahmen 100.000 Menschen aus verschiedenen Regionen des Landes an der Demonstration teil.
Am 22. Dezember 2013 berichtete die Ukrajinska Prawda, dass die Regierungsanhänger im Mariinskij Park in Kiew ihr Anti-Maidan Zeltlager wieder abgebaut hätten.
Am 23. Dezember 2013 wurde berichtet, dass sich im Zentrum von Kiew etwa 80 Anti-Maidan Aktivisten, angeblich „Tituschki“ genannte Schläger, vor einem Büro der Partei der Regionen versammeln würden. Sie forderten Geld, das ihnen versprochen worden sei.
Am 13. Januar 2014 fand erneut eine große Kundgebung von Unterstützern der Partei der Regionen im Zeltlager im Mariinskij Park in Kiew statt. Es ist nicht bekannt, ob das Lager neu aufgebaut wurde oder es sich beim Bericht der Ukrajinska Prawda, dass das Zeltlager abgebaut wurde, um eine Falschmeldung handelt. Auf der Demonstration trat unter anderem Michailo Tschetschetow, parlamentarischer Geschäftsführer der Partei der Regionen auf. Der „Kommandant“ der „Zeltstadt“ Olexandr Sintschenko sagte Reportern, dass die Aktivisten für Stabilität im Land demonstrieren würden. Zudem sprach er davon, dass es inakzteptabel sei, die Annahme des Staatshaushaltes zu behindern. Die Aktivisten würden planen, bis zur Annahme des Staatshaushaltes im Zeltlager zu verweilen. Teilnehmer sammelten Unterschriften für eine Petition, die an den Stadtrat von Kiew gerichtet sei. In dieser forderten sie, das Zentrum der Stadt von Demonstranten zu befreien. Gleichzeitig sprachen sie sich für eine friedliche Lösung der Lage aus.
Am 21. Januar 2014 kritisierte Ministerpräsident Asarow in einem Interview mit dem russischen Fernsehkanal Rossija 24 die westliche Berichterstattung über den Euromaidan: Die westlichen Medien widmen ihre Aufmerksamkeit einem Platz und tun es nicht mit dem anderen. Der Anti-Maidan würde die gesamte Ukraine vertreten. Der Euromaidan hingegen würde im Wesentlichen nur die Oblaste Lwiw, Ternopil und Iwano-Frankiwsk repräsentieren. Am selben Tag wurde eine Kundgebung von über tausend Regierungsunterstützern im Mariinskij Park in Kiew durchgeführt. Der „Kommandant“ der „Zeltstadt“ Olexandr Sintschenko sagte der Nachrichtenagentur Interfax-Ukraine, dass die Demonstration gegen den Putsch gerichtet sei, der gerade von den Euromaidan Demonstranten durchgeführt werde.
Am 25. Januar 2014 fand in Mykolajiw eine Kundgebung von Regierungsunterstützern statt. Die circa 400 Teilnehmer sagten, dass sie einen Angriff von örtlichen Fußballfans und Euromaidan-Aktivisten auf das Gebäude der Regionalen Staatlichen Verwaltung (RSV) in Mykolajiw befürchteten. Kurz zuvor waren die RSV der Städte Lwiw, Ternopil, Riwne, Chmelnyzkyj und Iwano-Frankiwsk von Euromaidan-Demonstranten gestürmt und eingenommen worden. Die Pro-Regierungs-Aktivisten skandierten Wir sind die Regionen und wir sind Millionen und Der Faschismus kommt nicht durch. Die Teilnehmer sagten, dass sie sich versammelt hätten, um nicht zuzulassen, dass Faschisten an die Macht kämen.
Am 26. Januar 2014 versammelten sich in Donezk etwa 1.000 Regierungsunterstützer vor einem Schewtschenko-Denkmal. Ziel war die Verteidigung der Regionalen Staatlichen Verwaltung vor möglichen Angriffen von Euromaidan-Aktivisten. Teilnehmer waren unter anderem Mitglieder einer örtlichen Organisation von Afghanistan-Veteranen. Die Demonstranten präsentierten Plakate mit Aufschriften wie Nein zum Krieg! Kiew ist nicht Kabul, Stoppt den Faschismus und Nein zur EU. Ein Veteranen-Sprecher sagte, dass Euro-Tituschki (Euromaidan-Schläger) nach Donezk fahren würden, um die örtliche Stabilität und Ordnung zu untergraben: Wir haben uns entschlossen, unsere Stadt vor ihnen zu bewachen. Kurze Zeit später erschienen unbekannte Männer mit Baseballschlägern auf der Demonstration. Sie schlugen auf einen der Teilnehmer ein, dieser erlitt schwere Kopfverletzungen. Drei weitere Personen wurden ebenfalls verletzt. Danach verschwanden die Unbekannten wieder.

### Nach dem Euromaidan
In der Nacht vom 28. Februar auf den 1. März 2015 stürzte Michailo Tschetschetow, welcher unter anderem im Dezember 2013 sowie im Januar 2014 als Sprecher auf Anti-Maidan-Kundgebungen in Kiew aufgetreten war, aus dem 18. Stock seines Wohnhauses. Der stellvertretende Fraktionsvorsitzende der Partei der Regionen hinterließ einen Abschiedsbrief.
Am 15. April 2015 wurde der Anti-Maidan-Aktivist und ehemalige Parlamentsabgeordnete der Partei der Regionen Oleh Kalaschnikow in seinem Haus in Kiew erschossen. Zuvor wurde seine Daten zusammen mit denen des Oppositionellen Oles Busyna auf der Website Mirotworez veröffentlicht.
Am 16. April 2015 wurde der Journalist Oles Busyna, welcher bei der Parlamentswahl 2014 für den der Anti-Maidan Bewegung zugehörigen Russischen Block kandidiert hatte, ebenfalls vor seinem Wohnhaus in Kiew erschossen.
Am 19. September 2016 wurde der bekannte Anti-Maidan-Aktivist Jewgeni Schilin in einem Restaurant in Moskau erschossen. Schilin war Anführer der militanten Charkiwer Anti-Maidan-Organisation Oplot (Оплот, Bollwerk), die ihre Mitglieder aus einem örtlichen Kampfsportklub rekrutierte.

## Anti-Maidan in Russland
Im Februar 2015 wurde eine Anti-Maidan-Demonstration mit etwa 35.000 Teilnehmern in Moskau veranstaltet, die für die Politik von Präsident Wladimir Putin eintraten. Inzwischen gehören einige russische Parteien zu der Bewegung.
Im September 2016 wurde das Meinungsforschungsinstitut Lewada auf Initiative von Anti-Maidan-Aktivisten als „Organisation, die die Funktion eines ausländischen Agenten erfüllt“ eingestuft.